# Cotesia mayaguezensis
Cotesia mayaguezensis är en stekelart som först beskrevs av Henry Lorenz Viereck 1913.  Cotesia mayaguezensis ingår i släktet Cotesia och familjen bracksteklar. Inga underarter finns listade i Catalogue of Life.